# Giuliano
Giuliano Victor de Paula (Curitiba, 31 de maio de 1990) é um futebolista brasileiro que atua como meio-campista. Atualmente joga no Athletico Paranaense.

## Carreira

### Paraná
Estreou profissionalmente no Paraná no ano de 2007, sendo revelado ao futebol brasileiro pelo clube curitibano. No ano seguinte foi eleito o jogador revelação da Série B.

### Internacional
Em 2009 foi contratado pelo Internacional por 2,5 milhões de reais. Chegou como substituto do meia Alex, que curiosamente também é paranaense. No segundo semestre de 2009, Giuliano firmou-se como titular e importante peça do time colorado.
No dia 20 de maio de 2010, Giuliano fez o gol da classificação a semifinal da Libertadores. No primeiro jogo, o Internacional venceu por 1–0, em Porto Alegre; no segundo jogo, em Quilmes, o Colorado vinha perdendo pelo placar 2–0 para o Estudiantes, até Giuliano descontar e garantir a classificação ao Inter pela regra do gol fora de casa.
Em 18 de agosto Giuliano saiu do banco para marcar o terceiro gol do Inter na final da Libertadores, fechando o torneio com chave de ouro e sagrando-se campeão. Além disso, Giuliano foi eleito o melhor jogador da competição.

### Dnipro Dnipropetrovsk
No dia 20 de janeiro de 2011, o Inter confirmou, em seu site oficial, a venda do jogador ao Dnipro, da Ucrânia, pelo valor de 10 milhões de euros. Anotou seu primeiro gol com a camisa do time em uma partida contra o Chornomorets, válida pelo Campeonato Ucraniano. Permaneceu no clube por três temporadas e atuou em 132 partidas, marcando 25 gols.

### Grêmio
Em 13 de junho de 2014, assinou um contrato de quatro anos com o Grêmio. O clube gaúcho pagou ao Dnipro, detentor dos direitos do jogador, a quantia de 6 milhões de euros.
Marcou o seu primeiro gol com a camisa do Grêmio no dia 19 de julho de 2014, contra o Figueirense, no estádio Orlando Scarpelli (Florianópolis - SC), em partida válida pelo Campeonato Brasileiro, quando fazia a sua segunda partida pelo tricolor. O jogador recebeu passe do argentino Alan Ruiz e chutou cruzado, de primeira, sem chances para o goleiro.

### Zenit

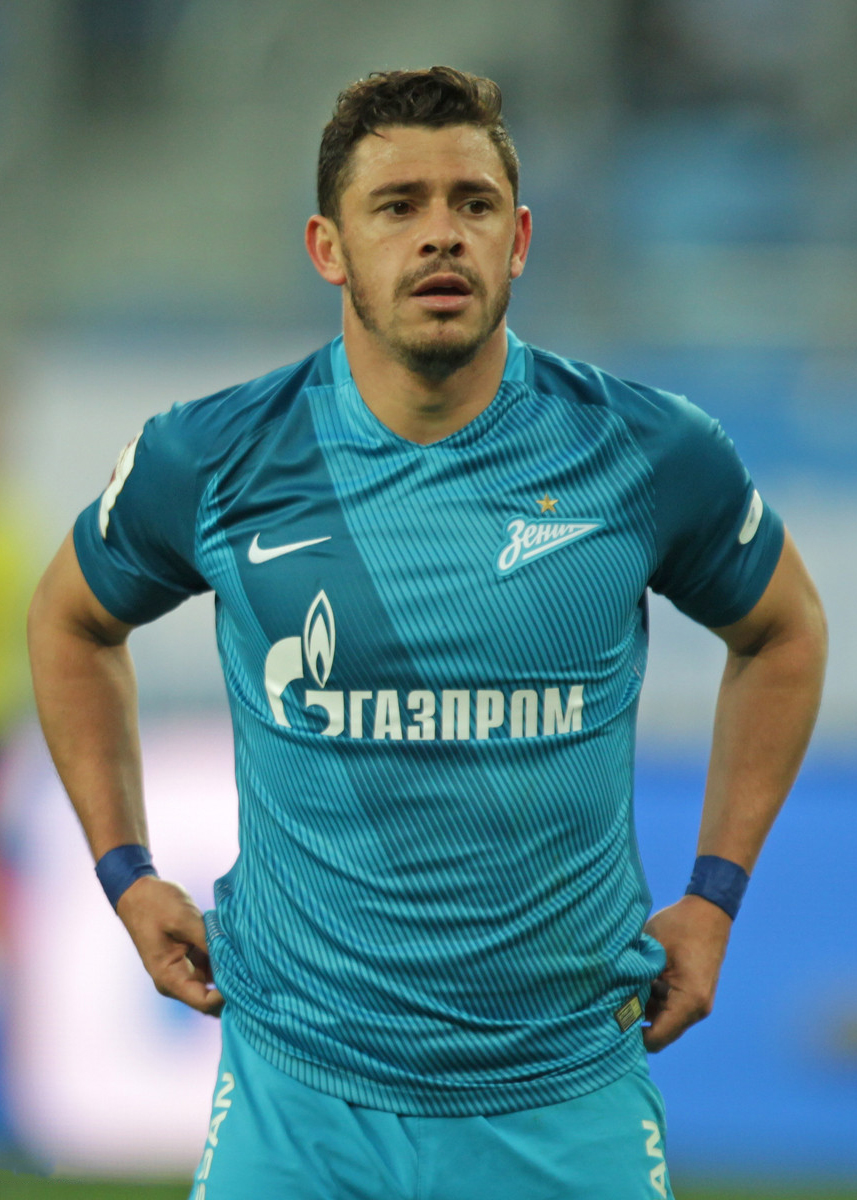
Giuliano atuando pelo Zenit em 2017

Foi vendido ao Zenit no dia 21 de julho de 2016, por 7 milhões de euros (cerca de 25 milhões de reais) . Giuliano assinou contrato com o clube válido por quatro temporadas. Em 12 de agosto de 2016, fez sua estreia pelo clube russo e marcou seu primeiro gol, ajudando a equipe a vencer de virada o Rostov por 3–2, em partida válida pelo Campeonato Russo.
Teve grande atuação pela equipe em sua estreia pela Liga Europa, contribuindo com um gol e três assistências na vitória de virada contra o Maccabi Tel Aviv por 4–3. No dia 23 de fevereiro de 2017, fez dois gols e deu uma assistência, levando a equipe russa às oitavas de final da Liga Europa, porém um gol de Thelin, no fim da partida, deu a classificação ao Anderlecht. Foi o artilheiro da competição, ao lado do centroavante Edin Džeko, com oito gols.

### Fenerbahçe
Foi anunciado pelo Fenerbahçe, da Turquia, no dia 11 de agosto de 2017, assinando um contrato válido por quatro temporadas. No dia 17 de setembro, em uma cobrança de pênalti, marcou seu primeiro gol pelo clube na goleada por 5–1 sobre o Alanyaspor, pelo Campeonato Turco.

### Al-Nassr
Em 20 de agosto de 2018, assinou por três temporadas com o clube saudita Al-Nassr. Marcou seu primeiro gol pela equipe no dia 14 de setembro, na vitória por 2–1 contra o Al-Faysaly pela segunda rodada do Campeonato Árabe.
No dia 16 de maio de 2019, Giuliano conquistou o título da Liga da Arábia Saudita e contou com a ajuda de uma legião brasileira — seus companheiros Maicon, Bruno Uvini e Petros. O Al-Nassr venceu o Al-Batin por 2–1 na última rodada da competição, chegou aos 70 pontos e superou o Al-Hilal, vice-campeão, que ficou com 69 pontos.
Em 29 de setembro de 2020, Giuliano rescindou com o clube, por conta de atrasos salariais.

### İstanbul Başakşehir
Já no dia 5 de outubro de 2020, foi anunciado como novo reforço do İstanbul Başakşehir, assinando contrato até 2023. Marcou seu primeiro gol pela equipe no dia 24 de outubro, numa goleada por 5–1 sobre o Antalyaspor, válida pelo Campeonato Turco. No dia 2 de julho de 2021, Giuliano rescindiu com o clube turco.

### Corinthians

#### 2021

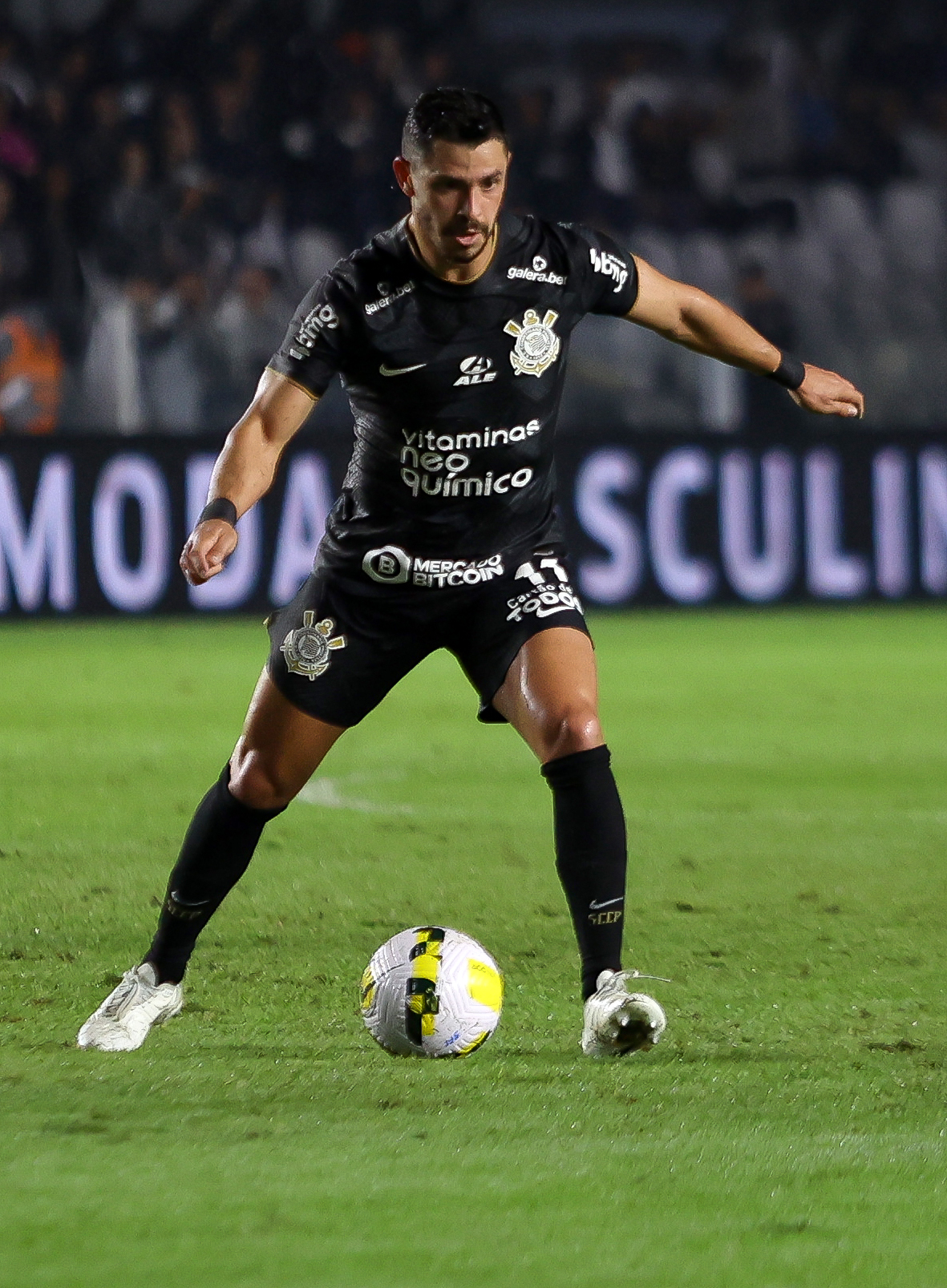
Giuliano pelo Corinthians em 2022

Em 16 de julho de 2021, Giuliano foi anunciado como novo reforço do Corinthians, assinando um contrato válido até 31 de dezembro de 2023. Sua apresentação oficial aconteceu no dia 4 de agosto. Fez a sua estreia com a camisa do Corinthians no dia 8 de agosto de 2021, em um empate por 0–0 contra o Santos, na Vila Belmiro, pelo Campeonato Brasileiro 2021.
Marcou seu primeiro gol no dia 19 de setembro de 2021, em um empate por 1–1 contra o América-MG, na Neo Química Arena, pelo Campeonato Brasileiro 2021. Em 24 de outubro, marcou um gol contra seu ex-clube Internacional, no empate por 2–2, pelo Campeonato Brasileiro. Voltou a balançar as redes em 13 de novembro, na vitória por 3–2 contra o Cuiabá, em partida válida pelo Campeonato Brasileiro.

#### 2022
Marcou seu primeiro gol na temporada de 2022 em 6 de fevereiro, na vitória por 3–2 sobre o Ituano, pelo Campeonato Paulista. Em 11 de maio, fez um gol e deu uma assistência na vitória por 2–0 contra a Portuguesa-RJ, ajudando na classificando da equipe para as oitavas de final, da Copa do Brasil. No dia 22 de junho, marcou dois gols na vitória do Corinthians de 4–0 sobre o Santos, pelas oitavas de final. Voltou a marcar na competição no dia 15 de setembro, pela semifinal, sendo o responsável por ampliar o placar na vitória de 3–0 sobre o Fluminense e garantir a classificação do Corinthians na final da Copa do Brasil.
Em 4 de outubro de 2022, marcou seu primeiro gol no Campeonato Brasileiro de 2022, no empate em 2 a 2 contra o Juventude. Em 19 de outubro, marcou o gol do empate na final da Copa do Brasil de 2022 por 1–1 contra o Flamengo, perdendo o título por 6–5 nos pênaltis. Foi o artilheiro da competição ao lado de Germán Cano, com cinco gols marcados. Giuliano foi o terceiro jogador que mais atuou pelo clube na temporada, com 63 jogos.

### 2023
Em 16 de abril, chegou a marca de 100 jogos com a camisa do Corinthians. Em 8 de dezembro, foi comunicado que não teria seu contrato renovado com o Corinthians. Em 14 de dezembro, se despediu do clube paulista.

### Santos
Em 26 de dezembro de 2023, foi anunciado pelo Santos e assinou contrato por uma temporada, com opção de renovação por mais 12 meses. Realizou sua estreia no dia 20 de janeiro de 2024, na vitória do Santos por 1–0 sobre o Botafogo, jogo válido pelo Campeonato Paulista. O jogador marcou seus dois primeiros gols com a camisa do Peixe no dia 25 de janeiro, numa vitória por 3–1 sobre Ponte Preta, na Vila Belmiro, válida pelo Paulistão.
Giuliano encerrou sua passagem pelo Peixe ao fim da temporada, entre Paulistão e Série B do Brasileirão, ele participou de 36 jogos, com 12 gols e três assistências, sendo peça importante no acesso a Série A.

### Athletico Paranaense
No dia 31 de janeiro de 2025, o Athletico anunciou a contratação do meia Giuliano, que estava livre no mercado após passagem pelo Santos. O jogador assinou contrato válido até o fim de 2025.

## Seleção Brasileira

### Sub-20
Em 25 de novembro de 2008, foi convocado pela Seleção Brasileira Sub-20 para a disputa do Campeonato Sul-Americano Sub-20 2009. O Brasil acabou sendo campeão.
Em 2009, foi convocado para a Copa do Mundo FIFA Sub-20 2009. Mesmo tendo se destacado como principal jogador, o Brasil acabou vice-campeão da competição. No Mundial no Egito, jogou vestindo a camisa 10 e sendo capitão do time.

### Seleção Principal
Depois do bom Sul-Americano Sub-20 com a Seleção em 2009 e de uma boa campanha na Libertadores com o Internacional, no dia 23 de setembro de 2010 Giuliano foi convocado para a Seleção Brasileira principal, sendo chamado pelo técnico Mano Menezes para dois amistosos no mês de outubro. Também foi lembrado na pré-lista para as Olimpíadas de Londres 2012. No dia 11 de maio de 2012, o jogador foi convocado para os amistosos contra Dinamarca, Estados Unidos, México e Argentina, que foram realizados entre os dias 26 de maio e 9 de junho daquele ano.
Esteve os 35 nomes na pré-lista da Copa do Mundo FIFA de 2018. Segundo o UOL, foi preterido por Taison. A ideia de Tite era utilizá-lo como reserva de Paulinho, mas com a transferência à Turquia, Giuliano passou atuar como meia-atacante ou ponta esquerda, algo muito diferente do que o treinador brasileiro gostaria.

## Estatísticas

### Clubes
Abaixo estão listados todos os jogos, gols e assistências do futebolista por clubes, em jogos oficiais.
| Clube             | Temporada         | Campeonato nacional | Campeonato nacional | Campeonato nacional | Copa nacional[a] | Copa nacional[a] | Copa nacional[a] | Competições continentais[b] | Competições continentais[b] | Competições continentais[b] | Outros torneios[c] | Outros torneios[c] | Outros torneios[c] | Total | Total | Total   |
| Clube             | Temporada         | Jogos               | Gols                | Assist.             | Jogos            | Gols             | Assist.          | Jogos                       | Gols                        | Assist.                     | Jogos              | Gols               | Assist.            | Jogos | Gols  | Assist. |
| ----------------- | ----------------- | ------------------- | ------------------- | ------------------- | ---------------- | ---------------- | ---------------- | --------------------------- | --------------------------- | --------------------------- | ------------------ | ------------------ | ------------------ | ----- | ----- | ------- |
| Paraná            | 2007              | 10                  | 1                   | 1                   | —                | —                | —                | —                           | —                           | —                           | —                  | —                  | —                  | 10    | 1     | 1       |
| Paraná            | 2008              | 30                  | 5                   | 6                   | 6                | 1                | 0                | —                           | —                           | —                           | 19                 | 2                  | 0                  | 55    | 8     | 6       |
| Paraná            | Total             | 40                  | 6                   | 7                   | 6                | 1                | 0                | —                           | —                           | —                           | 19                 | 2                  | 0                  | 65    | 9     | 7       |
| Internacional     | 2009              | 27                  | 5                   | 9                   | 5                | 0                | 0                | —                           | —                           | —                           | 13                 | 1                  | 2                  | 45    | 6     | 11      |
| Internacional     | 2010              | 29                  | 6                   | 5                   | —                | —                | —                | 13                          | 6                           | 1                           | 16                 | 3                  | 1                  | 57    | 15    | 7       |
| Internacional     | Total             | 56                  | 11                  | 14                  | 5                | 0                | 0                | 13                          | 6                           | 1                           | 30                 | 4                  | 3                  | 102   | 21    | 18      |
| Dnipro            | 2011–12           | 11                  | 0                   | 3                   | —                | —                | —                | —                           | —                           | —                           | —                  | —                  | —                  | 11    | 0     | 3       |
| Dnipro            | 2012–13           | 24                  | 1                   | 2                   | 1                | 0                | 0                | 2                           | 0                           | 0                           | —                  | —                  | —                  | 27    | 1     | 2       |
| Dnipro            | 2013–14           | 28                  | 9                   | 5                   | 3                | 1                | 0                | 10                          | 1                           | 3                           | —                  | —                  | —                  | 41    | 11    | 8       |
| Dnipro            | 2014–15           | 24                  | 6                   | 4                   | —                | —                | —                | 5                           | 1                           | 0                           | —                  | —                  | —                  | 29    | 7     | 4       |
| Dnipro            | Total             | 87                  | 16                  | 14                  | 4                | 1                | 0                | 17                          | 2                           | 3                           | —                  | —                  | —                  | 108   | 19    | 17      |
| Grêmio            | 2014              | 17                  | 1                   | 2                   | 1                | 0                | 0                | —                           | —                           | —                           | —                  | —                  | —                  | 18    | 1     | 2       |
| Grêmio            | 2015              | 35                  | 6                   | 7                   | 9                | 0                | 3                | —                           | —                           | —                           | 14                 | 5                  | 3                  | 58    | 11    | 13      |
| Grêmio            | 2016              | 15                  | 4                   | 2                   | —                | —                | —                | 8                           | 0                           | 1                           | 8                  | 3                  | 2                  | 31    | 6     | 5       |
| Grêmio            | Total             | 67                  | 11                  | 11                  | 10               | 0                | 3                | 8                           | 0                           | 1                           | 22                 | 8                  | 5                  | 107   | 19    | 20      |
| Zenit             | 2016–17           | 28                  | 8                   | 7                   | 2                | 1                | 0                | 8                           | 8                           | 6                           | —                  | —                  | —                  | 38    | 17    | 13      |
| Zenit             | 2017–18           | 2                   | 0                   | 0                   | —                | —                | —                | 2                           | 0                           | 0                           | —                  | —                  | —                  | 4     | 0     | 0       |
| Zenit             | Total             | 30                  | 8                   | 7                   | 2                | 1                | 0                | 10                          | 8                           | 6                           | —                  | —                  | —                  | 42    | 17    | 13      |
| Fenerbahçe        | 2017–18           | 30                  | 14                  | 5                   | 4                | 1                | 1                | 2                           | 0                           | 0                           | —                  | —                  | —                  | 36    | 15    | 6       |
| Fenerbahçe        | 2018–19           | 1                   | 1                   | 0                   | —                | —                | —                | 2                           | 0                           | 0                           | —                  | —                  | —                  | 3     | 1     | 0       |
| Fenerbahçe        | Total             | 31                  | 15                  | 5                   | 4                | 1                | 1                | 4                           | 0                           | 0                           | —                  | —                  | —                  | 37    | 16    | 6       |
| All-Nassr         | 2018–19           | 30                  | 8                   | 7                   | 4                | 2                | 3                | 9                           | 9                           | 2                           | —                  | —                  | —                  | 43    | 19    | 12      |
| All-Nassr         | 2019–20           | 28                  | 11                  | 5                   | 4                | 2                | 3                | 2                           | 0                           | 0                           | 1                  | 0                  | 0                  | 35    | 13    | 8       |
| All-Nassr         | Total             | 58                  | 19                  | 12                  | 8                | 4                | 6                | 12                          | 9                           | 2                           | 1                  | 0                  | 0                  | 78    | 32    | 20      |
| Başakşehir        | 2020–21           | 22                  | 2                   | 1                   | 4                | 1                | 3                | 5                           | 0                           | 0                           | —                  | —                  | —                  | 31    | 3     | 4       |
| Başakşehir        | Total             | 22                  | 2                   | 1                   | 4                | 1                | 3                | 5                           | 0                           | 0                           | —                  | —                  | —                  | 31    | 3     | 4       |
| Corinthians       | 2021              | 21                  | 3                   | 3                   | —                | —                | —                | —                           | —                           | —                           | —                  | —                  | —                  | 21    | 3     | 3       |
| Corinthians       | 2022              | 32                  | 1                   | 2                   | 9                | 5                | 1                | 8                           | 0                           | 1                           | 14                 | 1                  | 3                  | 63    | 7     | 7       |
| Corinthians       | 2023              | 30                  | 2                   | 1                   | 5                | 0                | 0                | 11                          | 0                           | 1                           | 13                 | 0                  | 3                  | 59    | 2     | 5       |
| Corinthians       | Total             | 83                  | 6                   | 6                   | 14               | 5                | 1                | 19                          | 0                           | 2                           | 27                 | 1                  | 6                  | 143   | 12    | 15      |
| Santos            | 2024              | 0                   | 0                   | 0                   | 0                | 0                | 0                | —                           | —                           | —                           | 0                  | 0                  | 0                  | 6     | 3     | 1       |
| Santos            | Total             | 0                   | 0                   | 0                   | 0                | 0                | 0                | —                           | —                           | —                           | 0                  | 0                  | 0                  | 6     | 3     | 1       |
| Total na carreira | Total na carreira | 474                 | 94                  | 77                  | 57               | 14               | 14               | 88                          | 25                          | 15                          | 99                 | 15                 | 14                 | 719   | 151   | 121     |

- a. ^ Jogos da Copa do Brasil, Copa da Ucrânia, Copa da Rússia, Copa da Túrquia e Copa da Arábia Saudita
- b. ^ Jogos da Copa Libertadores, Copa Sul-Americana, Liga Europa, Liga dos Campeões da UEFA e Liga dos Campeões da AFC
- c. ^ Jogos do Campeonato Paranaense, Campeonato Gaúcho, Recopa Sul-Americana, Mundial de Clubes, Copa Suruga, Supercopa da Arábia Saudita e Campeonato Paulista

### Seleção Brasileira
Abaixo estão listados todos jogos e gols do futebolista pela Seleção Brasileira, desde as categorias de base.[carece de fontes?]
Seleção Principal
| Ano               | Qualificação Mundial | Qualificação Mundial | Qualificação Mundial | Amistosos | Amistosos | Amistosos | Total | Total | Total   |
| Ano               | Jogos                | Gols                 | Assist.              | Jogos     | Gols      | Assist.   | Jogos | Gols  | Assist. |
| ----------------- | -------------------- | -------------------- | -------------------- | --------- | --------- | --------- | ----- | ----- | ------- |
| 2010              | —                    | —                    | —                    | 2         | 0         | 0         | 2     | 0     | 0       |
| 2011              | —                    | —                    | —                    | 6         | 0         | 0         | 6     | 0     | 0       |
| 2016              | 3                    | 0                    | 1                    | —         | —         | —         | 3     | 0     | 1       |
| 2017              | —                    | —                    | —                    | 3         | 0         | 1         | 3     | 0     | 1       |
| Total na carreira | 3                    | 0                    | 1                    | 11        | 0         | 1         | 14    | 0     | 2       |

Seleção Sub–20
| Ano               | Campeonato Mundial | Campeonato Mundial | Campeonato Mundial | Campeonato Sul–Americano | Campeonato Sul–Americano | Campeonato Sul–Americano | Total | Total | Total   |
| Ano               | Jogos              | Gols               | Assist.            | Jogos                    | Gols                     | Assist.                  | Jogos | Gols  | Assist. |
| ----------------- | ------------------ | ------------------ | ------------------ | ------------------------ | ------------------------ | ------------------------ | ----- | ----- | ------- |
| 2009              | 6                  | 1                  | 2                  | 8                        | 2                        | 0                        | 14    | 3     | 2       |
| Total na carreira | 6                  | 1                  | 2                  | 8                        | 2                        | 0                        | 14    | 3     | 2       |

#### Seleção Sub–17
| Ano               | Campeonato Mundial | Campeonato Mundial | Campeonato Mundial |
| Ano               | Jogos              | Gols               | Assist.            |
| ----------------- | ------------------ | ------------------ | ------------------ |
| 2007              | 4                  | 2                  | 0                  |
| Total na carreira | 4                  | 2                  | 0                  |

## Títulos
Internacional
- Campeonato Gaúcho: 2009[carece de fontes?]
- Copa Suruga Bank: 2009[carece de fontes?]
- Copa Libertadores da América: 2010[carece de fontes?]

Al-Nassr
- Campeonato Saudita: 2018–19[carece de fontes?]
- Supercopa Saudita: 2019[carece de fontes?]

Santos
- Campeonato Brasileiro - Série B: 2024[carece de fontes?]

Seleção Brasileira
- Campeonato Sul-Americano Sub-20: 2009[carece de fontes?]

### Prêmios individuais
| Ano  | Premiação                                  | Prêmio         | Time          | Resultado | Ref.   |
| ---- | ------------------------------------------ | -------------- | ------------- | --------- | ------ |
| 2008 | Melhores da Série B                        | Revelação      | Paraná        | Venceu    | [ 70 ] |
| 2009 | Prêmio Craque do Brasileirão               | Revelação      | Internacional | Indicado  | [ 71 ] |
| 2010 | Melhores da Copa Libertadores              | Melhor jogador | Internacional | Venceu    | [ 72 ] |
| 2010 | Rei das Américas                           | Melhor jogador | Internacional | Indicado  | [ 73 ] |
| 2015 | Seleção do Campeonato Gaúcho               | Melhor meia    | Grêmio        | Venceu    |        |
| 2022 | Copa do Brasil de Futebol de 2022 (5 gols) | Artilheiro     | Corinthians   | Venceu    | [ 74 ] |